# Metall- und Lackwarenfabrik Johannes Großfuß
La Metall- und Lackwarenfabrik Johannes Großfuß è stata fondata nel 1869 da Johannes Großfuß in Döbeln. L'azienda è stata produttrice di armamenti dal 1937 al 1945, successivamente tra il 1945 ed il 1947 fu parzialmente smantellata. Dal 1948 è diventata di proprietà statale e successivamente è entrata a far parte della VEB di Döbeln .

## Storia dello stabilimento
La società nel 1884 era situata al centro di Döbeln sulla Sörmitzer Straße. Successivamente fu spostata alla Burgstadel sulla strada di Kleinbauchlitzer. Nel 1914 la società fu condotta congiuntamente da Johannes Großfuß e da suo figlio Curt.
Fino a questo momento la produzione della società era imperniata sulla produzione di belle ed economiche gabbie per uccelli laccate, parascintille e arredamenti per la casa come elettrodomestici, lavelli, bidet ecc.

## Sviluppo di armi e produzione (1937-1945)
Nel 1937 l'azienda ricevette da parte dell'Heereswaffenamt il contratto per lo sviluppo di una nuova mitragliatrice derivata dall'MG34.
Il reparto sviluppo dell'azienda ricevette l'aiuto dell'ingegnere docente universitario Werner Gruner, che era occupato nello sviluppo di lamiere stampate. Egli progettò modelli sperimentali come l'MG39, di cui ne vennero prodotti circa 1500 esemplari per test, conosciuti come modello MG 39/41, successivamente venne prodotta una nuova variante col nome di MG42, prodotta successivamente anche dalla Mauser.
Altri prototipi per migliorare l'MG 42 furono prodotti col nome di MG 42V e MG 45, ma non poterono essere completati che nel 1945, a guerra ormai conclusa.